# Медицинское общество Массачусетса
Медицинское общество Массачусетса англ. Massachusetts Medical Society (MMS) является старейшим непрерывно работающим государственным медицинским обществом в США. Создано 1 ноября 1781 года. В силу акта Законодательного собрания Массачусетса, MMS является некоммерческой организацией. Общество насчитывает около 22000 врачей, студентов и ординаторов. В настоящее время базируется в городе Уолтем (Массачусетс). Большинство членов общества живут или практикуют в Массачусетсе или в непосредственной близости от него.
Общество является владельцем и издателем авторитетного медицинского журнала New England Journal of Medicine. Оно также публикует серию профессиональных бюллетеней Journal Watch.
В дополнение к издательской деятельности, основные мероприятия MMS включают медицинское образование врачей, просвещение в вопросах здравоохранения для врачей и общественности, законодательную и нормативную защиту для врачей и пациентов, исследования политики в области здравоохранения.

## Внешние ссылки
- Massachusetts Medical Society - официальный сайт.